# Буривій
Буривій — легендарний князь словен, відомий тільки по Якимівському літопису. Батько князя Гостомисла.

## Біографія
За Якимівським літописом — нащадок легендарного князя Вандала та його сина Володимира в дев'ятому поколінні. Після багатьох воєн з варягами був переможений ними на березі річки Кумені (Кюмі-Йокі), і з залишками дружини втік до міста Бярми (Бярмія іноді ототожнюється з древньою Перм'ю), розташованій на якомусь острові. Залишившись без військового керівництва, ільменські словени підпали під владу загарбників і, незадоволені безчинствами варягів, призвали на княжіння Гостомисла, сина Буривія. За періодом діяльності (початок IX століття), «новгородському князюванню» приблизно збігається з Бравлином

## Ім'я
Можливо є не ім'ям власним, а описовим. (Буревій — Бурий — Кривавий)
Найближчі паралелі знаходять у західнослов'янському іменослові: чеське Боржівой (Borivoj), полабське Мстивой, Борвин/Бурван і т. д.